# Bessenyei Ferenc (főszolgabíró)
Bessenyei Ferenc (Kiskunhalas, 1840. június 14. – Budapest, 1904. december 21.) megyei főszolgabíró, politikus. 

## Életútja
Középiskoláit Halason és Nagykőrösön, jogi tanulmányait Pesten végezte. 1865-ben Temesvárra ment joggyakornoknak, ahol 1866-ban tiszteletbeli, 1867-ben első aljegyző, 1871-ben tiszt. és ugyanazon évben valóságos főjegyző lett Temes megyénél. 1875-ben leköszönt hivataláról és az ügyvédi pályára lépett; a temesvári ügyvédi kamarának négy éven át titkára, két évig elnök-helyettese volt. 1883-ban ismét a megye szolgálatába lépett és mint központi járási főszolgabíró működött. Utazott Ausztriában és Németországban 1870-74-ben, 1880-ban, 1886-ban és 1888-ban. 1891 és 1901 között a Szabadelvű Párt országgyűlési képviselője volt a Kisbesztercei választókerületben.
Már mint jogász kezdett írogatni; 1865-ben több hírlapnak volt értesítője. 1867-ben a Pesti Napló és Honnak lett vidéki munkatársa; a Pesti Naplónak tíz éven át volt tudósítója és írt tárcát, vezércikket a lapba. A Szegedi Hiradóban Spitzmann név alatt (1867-1869.) jelentek meg cikkei. A Temesvarer Zeitungnak (1869-71.), majd a Temesi Lapoknak 1872-től fogva volt munkatársa; ez utóbbi lapnak (1874.) 11 hónapon át szerkesztője is volt névtelenül és itt jelent meg Emlékezés Arany Jánosra c. cikke (1878. 46. sz.). Írt még a következő lapokba: Egyetértés, Reform, Ellenőr, Budapesti Hirlap, Deutsche Zeitung, Neue Temesvarer Zeitung, Südungar. Bote, Südungar. Lloyd, Südungar. Reform. Alföld, Aradi Közlöny, Arad és Vidéke, Luminatoriul, Vadász és Versenylap (1870. 6. sz. A temesi hires vadkan), Üstökös, Borsszem Jankó, Bolond Istók és Urambátyám. Verseiből megjelentek a Vasárnapi Ujságban és Délm. Lapokban. Cikkei legnagyobbrészt politikai, társadalmi, közigazgatási s magyar irodalomtörténeti tárgyúak.
Álnevei: Schuller Frigyes, Dekker György és Thurn Emil (verseinél.)

## Munkái
- Smaedel Miksa Vanitas című festményének ismertetése. Temesvár, 1885. (Különnyomat a Délm. Lapokból).
- Arany János kiadatlan levelei. (Budapesti Szemle, 1892)
- Vukovich Sebő emlékiratai Magyarországon valóbujdosása és száműzetésének idejéből. Sajtó alá rend. (Bp., 1894)